# Global Gateway

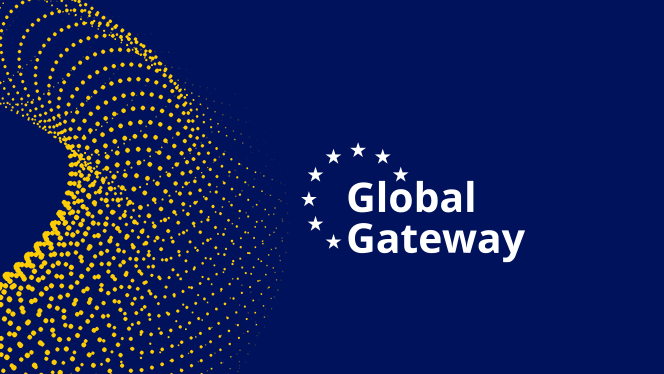
Logo von Global Gateway

Global Gateway (auf Deutsch etwa: „Tor zur Welt“) ist eine Initiative der Europäischen Union, die von der Europäischen Kommission und dem Hohen Vertreter der Europäischen Union für Außen- und Sicherheitspolitik am 1. Dezember 2021 vorgestellt wurde. Ziel sei es, zwischen 2021 und 2027 eine Summe von bis zu 300 Milliarden Euro in den Bereichen Digitales, Energie und Verkehr zu investieren sowie Gesundheits-, Bildungs- und Forschungssysteme in Schwellen- und Entwicklungsländern sowie weltweit zu stärken. Geplant sind unter anderem eine neue Unterwasserkabelverbindung zum Datentransport zwischen der EU und Lateinamerika und der Einsatz von grünem Wasserstoff. Auch Bahnlinien und Internetverbindungen sind geplant.
Global Gateway baut auf den Ergebnissen der EU-Asien-Konnektvitätsstrategie aus dem Jahr 2018, den Konnektivitätspartnerschaften mit Japan und Indien sowie den Wirtschafts- und Investitionsplänen für den Westbalkan, die Östliche Partnerschaft und die südliche Nachbarschaft auf. Im westlichen Balkan sollen alle Hauptstädte der Region untereinander und mit der EU verbunden werden. Im Rahmen der Östlichen Partnerschaft sei eine Datenkabelverlegung unter dem Schwarzen Meer geplant. Finanziert solle die Initiative von privaten Anlegern, der Europäischen Investitionsbank und der Europäischen Bank für Wiederaufbau und Entwicklung. Eine Zusammenarbeit mit der von den G7-Staaten auf Initiative von US-Präsident Joe Biden bei ihrem Gipfeltreffen im Juni 2021 gestartete Initiative Build Back Better World (auf Deutsch: „eine bessere Welt wiederaufbauen“) wurde in der UN-Klimakonferenz in Glasgow 2021 bestätigt.
Hintergrund sei der stark wachsende Einfluss Chinas und dass die Infrastrukturangebote der Neuen Seidenstraße an andere Länder ohne Konkurrenz seien. Wolfgang Niedermark, Mitglied der BDI-Hauptgeschäftsführung, erklärte, dass es „höchste Zeit [sei], pragmatische Alternativangebote nach europäischen Standards anzubieten“. Michael Clauß, Ständiger Vertreter der Bundesrepublik Deutschland bei der Europäischen Union, behauptete, Global Gateway habe „das Potenzial, die EU zu einem wirkungsvollen geopolitischen Akteur zu machen“.
Kritiker der Neuen Seidenstraße warnen regelmäßig vor einer Schuldenfalle, politischer Abhängigkeit und mangelndem Umweltschutz. Kritisiert wurde auch die „geopolitische Kommission“, da EU-Kommissionspräsidentin Ursula von der Leyen das zu ihrem Amtseintritt gegebene Versprechen, dass sie mitsamt ihrer Kommission als weltweiter außenpolitischer Akteur wahrgenommen werde, bislang nicht einlösen konnte. Der CSU-Europaabgeordnete Markus Ferber monierte, ein „großer Teil“ des Geldes „kommt aus bestehenden Programmen oder hängt von privaten Mitteln ab“.